# Marion Godau
Marion Godau (* 1962 in Berlin) ist eine deutsche Designwissenschaftlerin und Professorin. Sie wirkt hauptsächlich im Themenkreis Geschichte des Design, bzw. der angewandten Kunst.

## Leben und Werk
Godau studierte Industrial-Design von 1981 bis 1988 an der Hochschule der Künste Berlin (HdK) und 1988 bis 1991 Soziologie an der Freien Universität Berlin. Anschließend beteiligte sie sich von 1987 bis 1995 an soziokulturellen Forschungsprojekten an der HdK Berlin, z. B. zur Kulturgeschichte des Wohnens im 20. Jahrhundert und zum Lebensstil von Facharbeitern. 1990–2005 arbeitete sie angestellt und freiberuflich für Berliner Institutionen, u. a. das Internationale Design Zentrum Berlin (IDZ) in der Fortbildung von Designern, Führungskräften und Kunsterziehern, sowie als Design-, PR-Consultant und Autorin. In dieser Zeit organisierte sie Workshops, Designkonferenzen und erarbeitete PR-Konzepte unter anderem für FSB, IDZ Berlin, stilwerk, Verlag form, Wilhelm-Wagenfeld-Stiftung Bremen, Wilkhahn. 2003 mitbegründete sie das Berliner Festival DESIGNMAI und war bis 2007 Mitorganisatorin. 2007 initiierte Godau zusammen mit Johannes Kirschenmann die Internetplattform www.designwissen.net. Sie ist ebenfalls Co-Autorin der Internetplattform designdidaktik.de.
Von 1990 bis 1999 übernahm Godau Lehraufträge in Design an der Hochschule der Künste Berlin, Fachbereich Ästhetische Erziehung, Kunst- und Kulturwissenschaft und 2000/01 die Vertretung des Lehrstuhls für Designwissenschaft und -theorie, Fachbereich Design und Medien an der Hochschule Hannover. Von 2005 bis 2012 war sie wissenschaftlich-künstlerische Mitarbeiterin an der Universität Vechta im Fach Designpädagogik / Gestaltendes Werken für den Bereich Grundlagenentwicklung, Designtheorie und -Geschichte. Sie promovierte an der Carl von Ossietzky Universität Oldenburg mit der Arbeit "Formgebung – Gestaltung – Industrial Design. Ein Beitrag zur Genealogie von 'Design' anhand des 'Gestaltungsdiskurses' in der Bundesrepublik Deutschland der 1950er Jahre". 2012 wurde Godau als Professorin für Design-, Kultur- und Kunstgeschichte im Fachbereich Design an die Fachhochschule Potsdam berufen.
Sie lebt bei Potsdam.

## Veröffentlichungen und Ausstellungen (Auszüge)

### Publikationen
- Peter Gnielzcyk/Marion Godau (Hg.): Design-Fortbildung für Lehrer. Die Gestaltung von Gebrauchsgütern im Unterricht. Berlin 1996
- Marion Godau, Bernd Polster: Design Lexikon Deutschland. Köln 2000, ISBN 3-8321-4429-3
- Marion Godau: Produktdesign. Eine Einführung mit Beispielen aus der Praxis. Basel 2003,  ISBN 978-3-7643-0511-6
- Marion Godau, Burkhard Remmers: Design entdecken. Der Werkbund macht Schule. Kreativität, Gestaltung und Nachhaltigkeit im Unterricht. kopaed-Verlag, München 2007, ISBN 978-3-86736-021-0
- Marion Godau, Paola Antonelli: Design Directory Germany. München 2007, ISBN 978-0-7893-0389-9
- Rainer Funke, Marion Godau, Christa Stammnitz:  Avantgarde und Mainstream : 100 Jahre Kommunikationsdesign in Deutschland. Berlin 2019,  ISBN 978-3-89986-318-5, S. 61–76.

### Ausstellungen
- Sylvan Space im stilwerk Berlin. Beitrag zum Weltkongress der Architekten UIA (12. Juli–11. August 2002)
- Produktdesign Hannover, Bremen, Stuttgart, Ludwigshafen (2003)
- Design entdecken. Der Werkbund macht Schule Berlin (19.–30. September 2007)
- Von Sinnen. Eine Reise durch die Welt der Wahrnehmung Vechta 4.–12. Oktober 2007, Dinklage 12. November–18. Dezember 2007, Cloppenburg 14. Januar–11. Februar 2008